# Einár

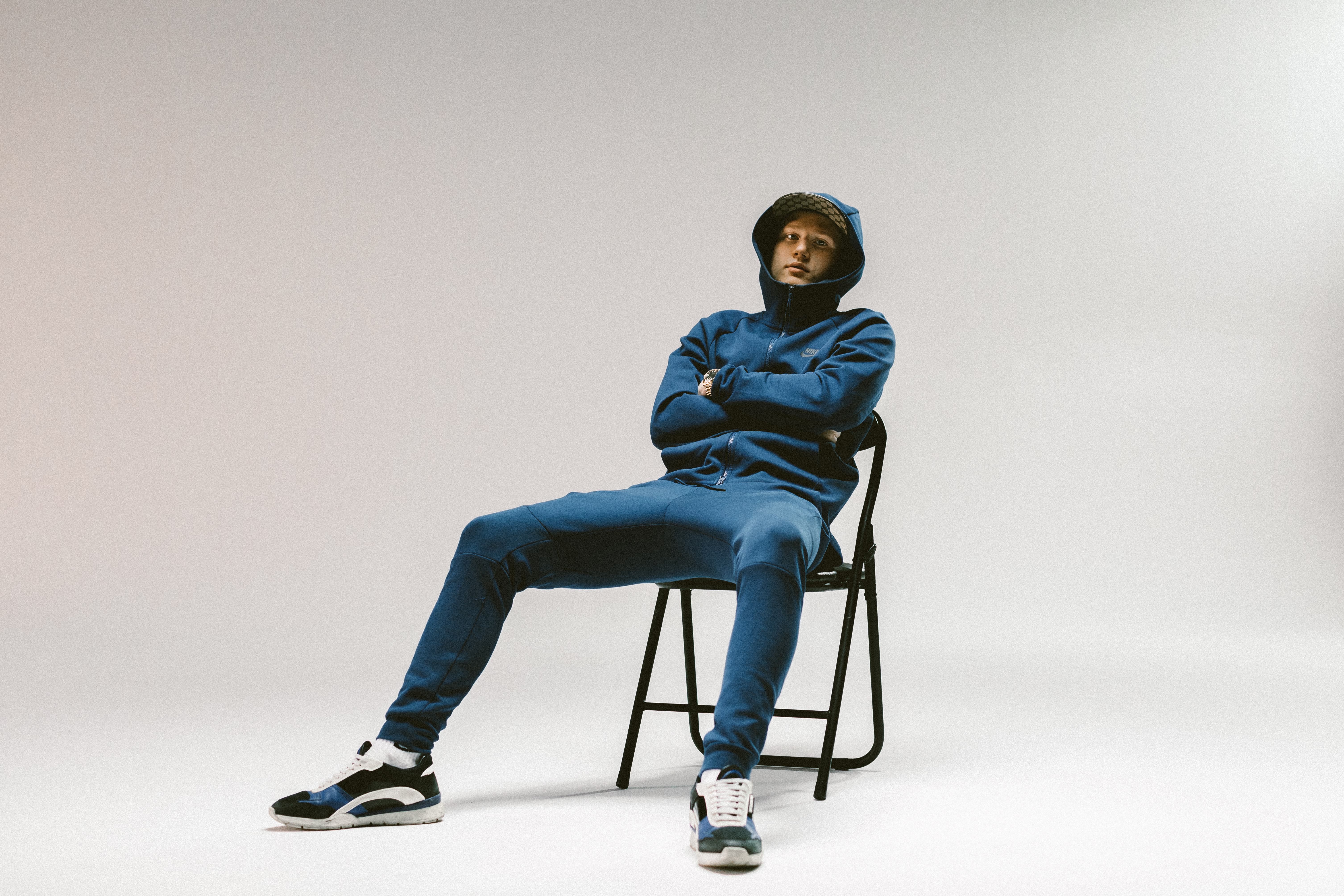
Einár.

Nils Kurt Erik Einar Grönberg (Estocolmo; 5 de septiembre de 2002 – Hammarby Sjöstad; 21 de octubre de 2021),conocido profesionalmente como Einár, fue un rapero sueco. Lanzó cuatro álbumes de estudio, dos de los cuales encabezaron el Sverigetopplistan, las listas de éxitos musicales suecos.
En 2019, ganó el premio Musikförläggarnas al Avance del año, y en 2020 ganó dos Grammis, los premios de música pop más antiguos de Suecia. Dos de sus sencillos alcanzaron el número uno en la lista de sencillos y cuatro han sido certificados platino por la Asociación Sueca de la Industria Discográfica. También apareció en el sencillo número uno "Gamora" del grupo Hov1. Murió asesinado por disparos de arma de fuego en la noche del 21 de octubre en lo que parece ser una ejecución directa.

## Biografía
Nació el 5 de septiembre de 2002, hijo de la actriz Lena Nilsson. Creció en Enskededalen. A la edad de 17 años, fue arrestado y se le dio una orden de comportamiento antisocial. y vivió durante varios meses en un hogar de protección infantil cerrado.
Su primer sencillo en solitario "Gucci / Duckar Popo" recibió más de un millón de reproducciones en Spotify. Su segundo sencillo musical, "Katten i trakten", alcanzó el puesto número uno en la lista de sencillos suecos en febrero de 2019. Su sencillo de seguimiento, "Rör mig", en mayo de 2019 entró en la lista de Sverigetopplistan en el número 3 en su primera semana de lanzamiento. Einár lanzó tres álbumes de estudio: Första klass, Nummer 1 y Welcome to Sweden. Los dos primeros álbumes se lanzaron en 2019 y el tercero el 15 de mayo de 2020. Welcome to Sweden debutó y alcanzó el puesto número dos en la lista de álbumes suecos. Första klass y Nummer 1 alcanzaron el número uno.
Einár ganó el Musikförläggarnas pris en 2019 en la categoría ”Avance del año”. En la gala P3 Guld en 2020, que se transmitió por SVT, ganó en la categoría ”Canción del año” por la canción “Katten i trakten”.
En los Grammis 2020, Einár ganó los premios a "Recién llegado del año" y "Hiphop del año".

## Secuestro
En abril de 2020, Einar fue secuestrado en un complot instigado por el rapero rival Yasin y perpetrado por otros miembros de la banda criminal llamada Vårbynätverket (banda Vårby). Estuvo detenido a punta de pistola durante varias horas y sus secuestradores le tomaron fotos y las publicaron en las redes sociales. También le robaron un reloj Rolex valorado en 302.000 SEK ($ 30.000 dólares) y dos cadenas de oro por un valor total de 163.000 SEK ($ 16.000 dólares). Yasin fue luego condenado a diez meses de prisión por el secuestro. Otro rapero, Haval Khalil conocido como Haval fue condenado a dos años y medio por complicidad en el secuestro y robo. El crimen y los subsecuentes juicios de los perpetradores recibieron atención internacional. Einar vivía bajo amenazas de muerte después de su secuestro y estaba usando una identidad protegida.

## Asesinato
El 21 de octubre de 2021 a las 22.50 horas, la policía recibió una llamada de alarma de que se había producido un tiroteo en la ciudad del lago Hammarby, donde Einar se había mudado recientemente.[cita requerida] Cuando llegó la policía, se encontró a un hombre baleado fuera de la puerta de un apartamento. Los equipos de rescate realizaron reanimación cardiopulmonar, pero la vida del hombre no se pudo salvar y murió a causa de las heridas. Más tarde se confirmó que la persona era Einár.[cita requerida] Einar recibió un disparo a una distancia de 1,5 metros y el asesinato se describió como una ejecución.[cita requerida] Estaba previsto que testificara contra Vårbynätverket y el rapero Yasin, en relación con su secuestro, en el tribunal de apelaciones Svea hovrätt la semana después de su asesinato. La policía describió su asesinato como una ejecución, al recibir disparos a una distancia de 1,5 metros (4,9 pies).

## Condolencias
La mañana siguiente a su muerte, el primer ministro sueco Stefan Löfven envió sus condolencias a la familia y los fanáticos de Einár. La ministra de Cultura de Suecia, Amanda Lind, también envió sus condolencias a su familia.

## Discografía

### Álbumes
| Título                | Detalles                                                                                                   | Posiciones pico del gráfico |
| Título                | Detalles                                                                                                   | SWE                         |
| --------------------- | --- | --------------------------- |
| Första klass          | - Lanzamiento: 7 de junio de 2019 - Discográfica: Autoeditado - Formatos: descarga digital, streaming      | 1                           |
| Nummer 1              | - Lanzamiento: 5 de septiembre de 2019 - Discográfica: Autoeditado - Formatos: descarga digital, streaming | 1                           |
| Welcome to Sweden     | - Lanzamiento: 15 de mayo de 2020 - Discográfica: Autoeditado - Formatos: descarga digital, streaming      | 2                           |
| Unge med extra energi | - Lanzamiento: 28 de septiembre de 2020 - Discográfica: Autoeditado - Formatos: Streaming                  | 2                           |